# Swing Kids (film, 2018)
Pour plus de détails, voir Fiche technique et Distribution.
Swing Kids (hangeul : 스윙키즈 ; RR : Seuwingkizeu ; MR : Sŭwing k'ijŭ ; litt. « Gosses qui swinguent ») est une comédie musicale sud-coréenne réalisée par Kang Hyeong-cheol, sorti en 2018. Il s'agit de l'adaptation du spectacle musical Rho Ki-soo,,.
Il totalise plus d'un million d'entrées au box-office sud-coréen de 2018.

## Synopsis
En 1951, durant la guerre de Corée, dans le camp de prisonniers de Geoje (en), Ro Ki-soo (Do Kyeong-soo), un soldat nord-coréen rebelle, découvre avec enthousiasme les claquettes après avoir rencontré Jackson (Jared Grimes), un officier de Broadway, dont il rejoint le groupe de danseurs composé de Kang Byeong-sam (Oh Jung-se), qui danse dans l'espoir de reconquérir sa femme, Xiao Fang (Kim Min-Ho), un soldat chinois très doué pour la danse mais qui ne peut danser plus d'une minute en raison d'une angine, et Yang Pan-rae (Park Hye-soo), qui gagne sa vie en dansant.

## Fiche technique
Sauf indication contraire ou complémentaire, les informations mentionnées dans cette section peuvent être confirmées par la base de données KMDb
- Titre original : 지금 만나러 갑니다
- Titre international : Swing Kids
- Réalisation et scénario : Kang Hyeong-cheol
- Musique : Kim Jun-seok
- Direction artistique : Park Il-hyun
- Costumes : Gwon Yu-jin et Im Seung-hui
- Photographie : Kim Ji-yong
- Son : Choi Tea-young
- Montage : Nam Na-yeong
- Production : Lee An-na
- Production déléguée : Yoo Seong-gwon et An Hui-jin
- Société de production : Annapurna Pictures
- Société de distribution : Next Entertainment World
- Budget : 15 milliards de won[3]
- Pays de production :  Corée du Sud
- Langue originale : coréen, anglais
- Format : couleur
- Genre : comédie musicale
- Durée : 133 minutes
- Dates de sortie :
  - Corée du Sud : 6 décembre 2018 (avant-première à Séoul) ; 19 décembre 2018 (sortie nationale)

## Distribution
- Do Kyung-soo : Ro Ki-soo
- Park Hye-soo : Yang Pan-rae
- Jared Grimes : Jackson
- Ross Kettle : Brigadier-général Roberts
- Oh Jung-se : Kang Byeong-sam
- Kim Min-Ho : Xiao Fang
- A.J. Simmons : Jamie
- Park Jin-joo
- Baek In-kwon
- Joo Hae-eun
- Lee Sang-min

## Production

### Développement
En mai 2017, Do Kyung-soo confirme sa participation du projet du film, dans le rôle d'un soldat nord-coréen, Ro Ki-soo.

### Attribution des rôles
Swing Kids est vendu dans 23 pays, dont les États-Unis, le Canada, l'Australie, Singapour, la Malaisie, le Japon, et l'Indonésie. Le film sort à Hong Kong et à Macao en janvier 2019.

### Musique
La musique du film est composée par Kim Jun-seok.
Liste de pistes
| 1. | Caldonia                                      | Louis Jordan       | 2:40 |
| 2. | If I Knew You Were Comin' I'd've Baked a Cake | Eileen Barton      | 2:37 |
| 3. | Shout                                         | The Isley Brothers | 2:15 |
| 4. | Havana Gila (하바나길라)                      | Rita Kim           | 3:26 |
| 5. | Joy (환희)                                    | Jung Su-ra         | 4:43 |

| 1. | Prélude et fugue en ut majeur (BWV 846) (평균율 1권 1번 다장조) | Bach               |      |
| 2. | Modern Love                                                     | David Bowie        | 3:56 |
| 3. | The Christmas Song                                              | European Jazz Trio | 4:02 |
| 4. | Sing Sing Sing                                                  | Benny Goodman      | 5:23 |
| 5. | Free as a Bird                                                  | The Beatles        | 4:58 |

## Accueil

### Promotion
Le 12 novembre 2018 a lieu une conférence de presse avec le réalisateur et les acteurs du film,. Le même jour, une représentation musicale promotionnelle a lieu avec Do Kyung-soo, Park Hye-soo et Oh Jung-se qui interprètent des claquettes avec d'autres danseurs professionnels, avant de discuter du film avec le réalisateur Kang Hyeong-cheol. Le 26 novembre, le réalisateur et les acteurs assistent à une émission de cinéma sur le site internet V LIVE.
Le 4 décembre, les acteurs et le réalisateur assistent à une première projection du film. Le 17 décembre, ils assistent à un événement appelé Chewing Chat au Lotte Cinema World Tower (ko), et également à une cérémonie de salutation au même endroit. Le 18 décembre, Do Kyeong-soo, Park Hye-soo et Oh Jeong-se participent à l'émission de radio Cultwo Show (en), et, plus tard, à une autre cérémonie de salutation au centre commercial Yongsan I-Park CGV.

### Critiques
Le film reçoit des critiques mitigées. La photographie et la musique du film sont saluées, contrairement à la longue durée du film et à son scénario. Guy Lodge de Variety écrit : « Trop souvent, on a tout simplement l'impression que deux films se disputent dans un cadre spacieux, se superposant parfois pour créer un effet délicat. ».
Park Bo-ram de Yonhap écrit : « Les sons résonnants du film vont de la bande originale du film, qui inclut Modern Love de David Bowie, Sing Sing Sing de Benny Goodman, Free as a Bird des Beatles, ainsi que de la chanteuse coréenne Jung Su-ra. Joy, chanson populaire de 1988 - insuffle un dynamisme coloré dans le film et fait vibrer le public tout au long des 133 minutes que dure le film. […] La musicalité et une scène de Noël proche de la fin est un choix de la production parfait pour cette période de fêtes. ».
Le film est classé no 3 par Pierce Conran dans Modern Korean Cinema dans un Top 15 des films coréens en 2018. Ce dernier écrit : « Swing Kids était sans aucun doute la meilleure expérience au cinéma que j'ai vécue de toute l'année. Infectieusement rythmée, cette extravagance de claquettes dans un camp de prisonniers de la guerre de Corée vous fera aspirer au spectacle de la vieille école hollywoodienne et vous implorera davantage lorsque le rideau tombera. ».

### Box-office
Avant sa sortie, Swing Kids atteint le premier rang des préventes, avec 70 256 spectateurs et un taux de réservation de 21,6 %. Le film occupe le deuxième rang de fréquentation dans les cinémas coréens parmi les films coréens à sa sortie. Le 25 décembre, il se classe premier au box-office, dépassant Aquaman et The Drug King de respectivement 32 % et 56 %. Le 27 décembre, Swing Kids atteint le million de spectateurs.

## Récompense
- Golden Trailer Awards 2018 : meilleur trailer étranger[21]